# Марија Луиса Каље
Марија Луиса Каље Вилијамс (шп. María Luisa Calle Williams; Медељин, 3. октобар 1968) је колумбијска бициклисткиња. Своје највеће успехе постигла је на писти.
На Олимпијским играма 2004. године у Атини освојила је бронзану медању у бодовној трци. Ово је била прва олимпијска медаља за Колумбију у бициклизму. Након што је пала на допинг тесту морала је да врати медаљу. Медаља јој је враћена пошто је доказано да је тест био нетачан.
На Светским првенствима у бициклизму на писти освојила је златну и сребрну медаљу у дисциплини скреч. На Панамеричким играма освојила је шест медаља. 
На церемонији отварања Олимпијских игара 2008. носила је колумбијску заставу.
Као четрдесет трогодишњакиња, освојила је златну медаљу у хронометарској трци на Панамеричким играма 2011.
Године 2015. пала је на допинг тесту за време Панамеричких игара у Торонту.

## Спољашњи извори
- Марија Луиса Каље на сајту Sports-Reference.com (архивирано)